# Borders (пісня)
Borders (укр. Кордони) — перший сингл гурту Feeder з восьмого альбому Generation Freakshow, випущеного у 2012. Сингл посів 52 місце у UK Singles Chart. У 2012 до пісні був відзнятий відеокліп за участю акторки Madeline Duggan.

## Список композицій

### CD
1. "Borders" - 3:29
2. "Arms" - 3:34

### 7" vinyl
1. "Borders" - 3:29
2. "Coast to Coast" - 2:56

### Cassette
1. "Borders" - 3:29
2. "Along the Avenues" - 2:33

### Digital download
1. "Borders" - 3:29
2. "Arms" - 3:34
3. "Borders (Acoustic) - 3:38
4. "Side by Side (Acoustic)" - 3:34